# 51 Hydrae
Cet article porte sur l'étoile k Hydrae. Ne doit pas être confondu avec κ (Kappa) Hydrae.
Désignations
51 Hydrae (en abrégé 51 Hya) est une étoile géante de la constellation de l'Hydre. Elle porte également la désignation de Bayer de k Hydrae, 51 Hydrae étant sa désignation de Flamsteed. Elle est visible à l'œil nu avec une magnitude apparente de 4,77. D'après la mesure de sa parallaxe annuelle par le satellite Gaia, l'étoile est située à environ ∼ 171 a.l. (∼ 52,4 pc) de la Terre. Elle s'en éloigne à une vitesse radiale héliocentrique de +20 km/s. Eggen (1971) l'a répertoriée comme un membre du groupe d'η Cephei, un groupe d'étoiles du disque vieux.
51 Hydrae est une étoile géante rouge évoluée de type spectral K4 III. Elle est 1,31 fois plus massive que le Soleil mais en s'éloignant de la séquence principale, son rayon s'est étendu et est devenu environ 13,5 fois plus grand que le rayon solaire. L'étoile est environ 55 fois plus lumineuse que le Soleil et sa température de surface est de 4 255 K.